# Ezra Koenig
Ezra Michael Koenig, né le 8 avril 1984 à New York (États-Unis) est un musicien, compositeur, guitariste, chanteur, leader du groupe américain Vampire Weekend. C'est au cours de ses études à l'université Columbia qu'Ezra Koenig fonde le groupe. Koenig a été professeur d'Anglais au Junior High School 258 (Brooklyn, New York) jusqu'en 2007.

## Vie privée
Ezra a grandi dans un milieu juif au nord du New Jersey. La grand-mère de Ezra est Roumaine. Sa mère est une psychanalyste. Son père travaille dans le milieu du cinéma, il a travaillé dans les films de Spike Lee. Ses parents vivaient à Manhattan, Upper West Side avant de déménager dans le New Jersey. Ezra a une sœur plus jeune que lui, Emma Koenig. Il commence à écrire des chansons à 10-11 ans, sa première chanson s'appelle Bad Birthday Party. Il a étudié à l'Université Columbia, où il s'est spécialisé en anglais. Le grand-père maternel de Ezra est le philosophe Richard McKeon[réf. nécessaire]. Il est en couple avec l’actrice et productrice Rashida Jones, fille de Quincy Jones. Le couple a eu un fils en 2018. Ils habitent à Los Angeles.

## Carrière musicale
Koenig avec Wes Miles, un ancien camarade d'école, qui aujourd'hui est le chanteur du groupe Ra Ra Riot, et des amis d'enfance, Dan Millar et Andrei Padlowski avaient formé un groupe de musique,The Sophisticuffs.
Plus tard, Ezra forma un groupe de rap, L'Homme Run avec Andrew Kalaidjian, et Chris Tomson. Durant cette période il joua également du saxophone avec les Dirty Projectors et feront une tournée européenne. Ezra Koenig fut aussi pendant un certain temps professeur d'anglais jusqu'en 2007.
Koenig rencontra les membres des Vampire Weekend à l'Université Columbia, le groupe commença à jouer durant  leur dernière année d'études. Le nom du groupe a pour origine le titre du film que Ezra et ses amis avaient commencé à tourner durant des vacances d'été. Ezra joue le rôle principal, Walcott, qui doit partir à Cape Cod pour dire au maire que les vampires arrivent.
Les Vampire Weekend ont auto-produit leur premier album. En 2010, ils sortent leur deuxième album, Contra.
Il a chanté également dans les chansons comme : Warm Heart of Africa avec le groupe The Very Best, Carby avec le groupe de rock, Discovery, et I could Be wrong avec le duo Chromeo. Il est aussi apparu dans le clip Barbra Streisand des Duck Sauce. Récemment Ezra a repris la chanson de Paul Simon, Papa Hobo. Il a récemment participé aux Oscars. Il est récemment apparu dans le clip de la chanson de Charli Xcx, intitulée Boys.
Pour Olivier Nuc dans Le Figaro, « Ezra Koenig est un des plus sûrs talents à avoir émergé de la scène new yorkaise du début du siècle ».